# أبوه ولد الأسياد
أحمدْ فال بن محمد فال بن محمد بن الأسياد الإدَكُّودِي هو شاعرٌ موريتاني، كان قد عاش ين عامي 1333 هجريًا المقابل 1914 ميلاديًا وعام 1362 هجريًا المقابل 1944 ميلاديًا. وُلد في تِنْيَاشِلْ بالقرب من إديني بولاية الترارزة في موريتانيا، ووتوفي في مدينة مَتَامْ.
عاش في منطقة الترارزة، في الجنوب الغربي الموريتاني، وحفظ القرآن الكريم ودرس مبادئ العلوم على أيدي علماء المنطقة، ومنهم العلامة يحظيه بن عبد الودود وظهرت قدرته العلمية وموهبته الشعرية في فترة مبكرة، ولكن الأجل لم يمهله.

## الإنتاج الشعري
يمتاز شعره بالرقة وحرارة التجربة، وجمال الصور الشعرية، أما استخدامه للمحسنات البديعية فلم يبلغ حد التكلف. موضوعات شعره صدى لحياته الاجتماعية والشخصية، وقد أبدع في فن الغزل، ونالت قصائده فيه شهرة واسعة.
لايزال ديوانه قيد التحقيق، وجمع الباحث محمد سالم بن عبد الحي دودو مختارات من شعره نشرها في كتيب عنوانه: «مقتطفات شعرية للشاعر الموريتاني المبدع «أبوه بن الأسياد الإدكودي»» عن مؤسسة المواهب للخدمات في نواكشوط عام 2001 ميلاديًا.